# Departamento de Arquitetura e Urbanismo da Universidade Federal de Viçosa

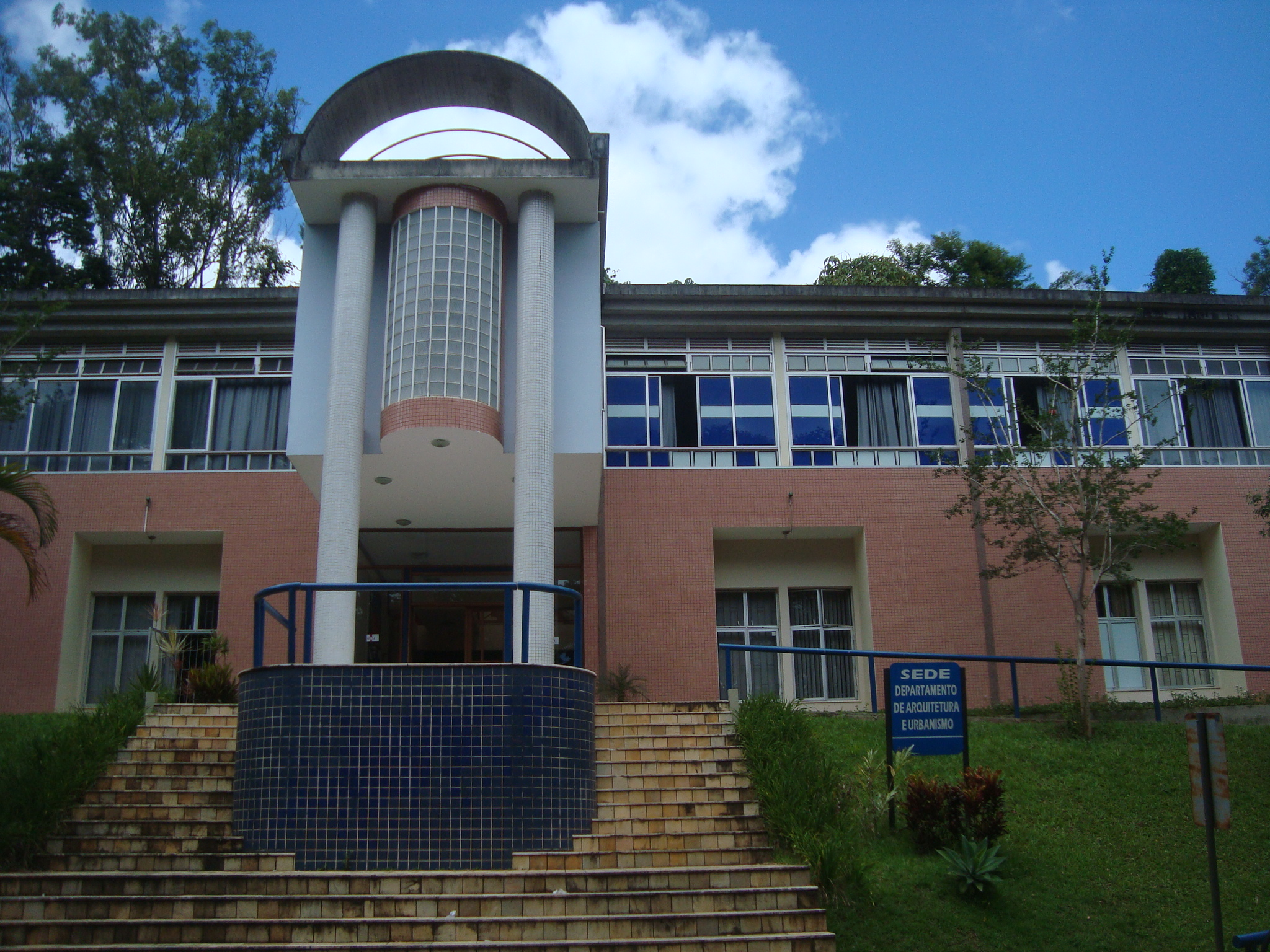
Edifício do Departamento de Arquitetura e Urbanismo.

O Departamento de Arquitetura e Urbanismo da Universidade Federal de Viçosa está localizado no campus da Universidade Federal de Viçosa, em Viçosa, no estado brasileiro de Minas Gerais. Foi criado em 1992 e contribui para a formação de arquitetos e Urbanistas, além de ofertar disciplinas para diversos outros cursos, como o de Engenharia Civil.
Admite 40 alunos anualmente por meio do SiSU, sem provas específicas. As formaturas acontecem duas vezes por ano, normalmente em janeiro e em julho, juntamente com os outros cursos da UFV.
Sua sede atual foi inaugurada em 26 de agosto de 1996, substituindo um antigo alojamento agrícola. Possui um centro de documentação - CEDOC - e um laboratório de informática em seu próprio edifício. 
Em 2013 foi inaugurado um edifício anexo ao departamento, que abriga um ateliê de desenho, um ateliê de maquetes, laboratório de conforto ambiental (Latecae), laboratório de modelagem 3D (NóLAB), a sede do Coletivo Formigas, e a sede da Tetu, empresa júnior de Arquitetura e Urbanismo da UFV. 

## Pós-graduação

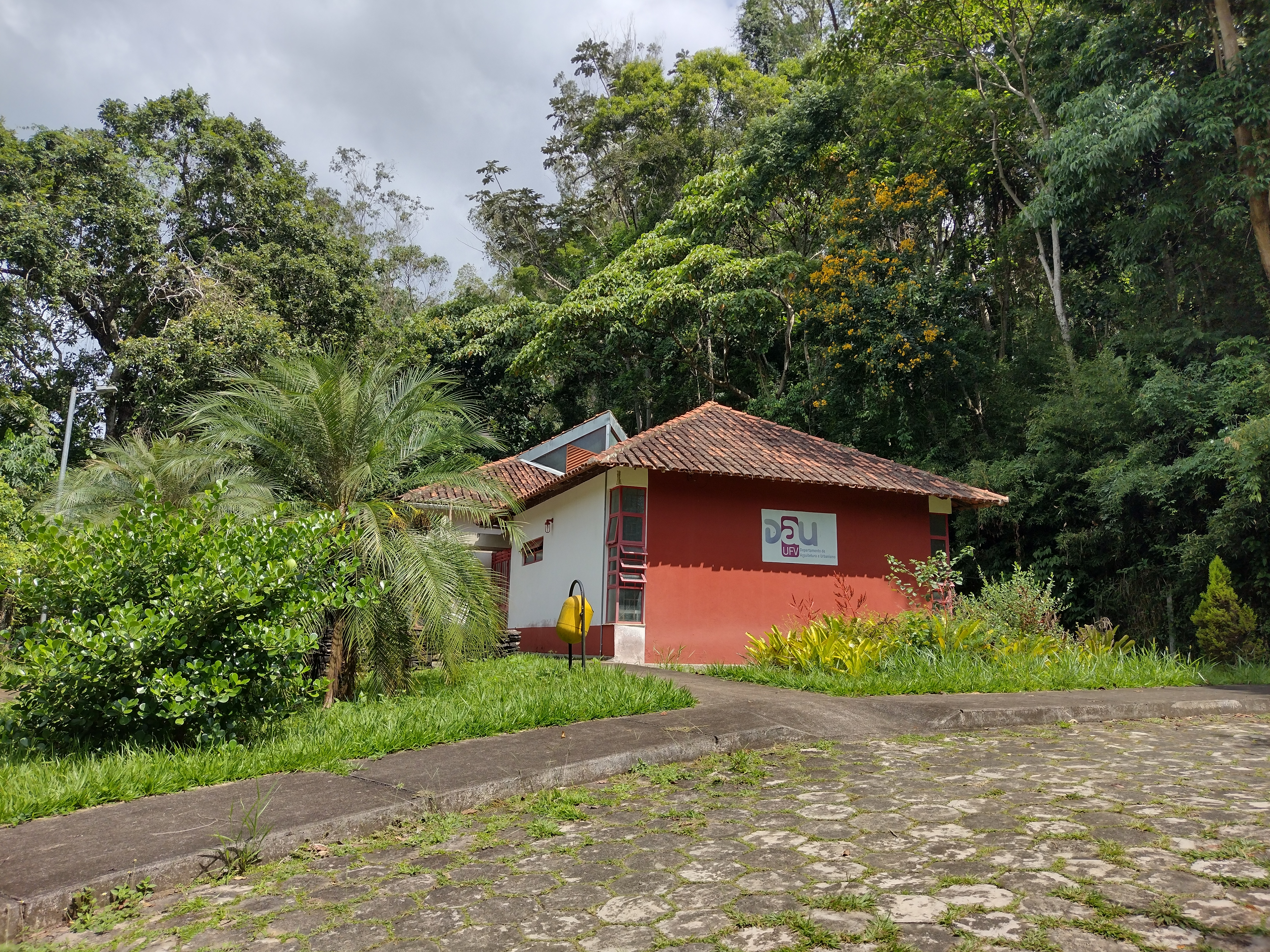
Sede da pós-graduação em Arquitetura e Urbanismo

Em 2010 foi criado o Programa de Pós-Graduação em Arquitetura e Urbanismo, que atua em duas linhas de pesquisa: Planejamento do espaço urbano e regional e Comportamento ambiental do espaço construído.